# Vilabret
Villebret és un municipi francès, situat al departament de l'Alier i a la regió d'Alvèrnia-Roine-Alps. L'any 2007 tenia 1.248 habitants.

## Demografia

### Població
El 2007 la població de fet de Villebret era de 1.248 persones. Hi havia 476 famílies de les quals 80 eren unipersonals (28 homes vivint sols i 52 dones vivint soles), 144 parelles sense fills, 220 parelles amb fills i 32 famílies monoparentals amb fills.
La població ha evolucionat segons el següent gràfic:
Habitants censats

### Habitatges
El 2007 hi havia 512 habitatges, 475 eren l'habitatge principal de la família, 10 eren segones residències i 27 estaven desocupats. 506 eren cases i 3 eren apartaments. Dels 475 habitatges principals, 433 estaven ocupats pels seus propietaris, 35 estaven llogats i ocupats pels llogaters i 7 estaven cedits a títol gratuït; 1 tenia una cambra, 13 en tenien dues, 69 en tenien tres, 134 en tenien quatre i 258 en tenien cinc o més. 402 habitatges disposaven pel capbaix d'una plaça de pàrquing. A 129 habitatges hi havia un automòbil i a 328 n'hi havia dos o més.

### Piràmide de població
La piràmide de població per edats i sexe el 2009 era:
| Homes | Edats   | Dones |
| ----- | ------- | ----- |
| 0     | 95 o +  | 0     |
| 8     | 90 a 94 | 4     |
| 0     | 85 a 89 | 4     |
| 4     | 80 a 84 | 24    |
| 4     | 75 a 79 | 0     |
| 8     | 70 a 74 | 16    |
| 32    | 65 a 69 | 20    |
| 16    | 60 a 64 | 16    |
| 24    | 55 a 59 | 20    |
| 40    | 50 a 54 | 40    |
| 64    | 45 a 49 | 52    |
| 44    | 40 a 44 | 44    |
| 28    | 35 a 39 | 44    |
| 36    | 30 a 34 | 28    |
| 40    | 25 a 29 | 48    |
| 20    | 20 a 24 | 4     |
| 40    | 15 a 19 | 28    |
| 20    | 10 a 14 | 24    |
| 40    | 5 a 9   | 48    |
| 36    | 0 a 4   | 40    |

## Economia
El 2007 la població en edat de treballar era de 849 persones, 642 eren actives i 207 eren inactives. De les 642 persones actives 613 estaven ocupades (321 homes i 292 dones) i 29 estaven aturades (16 homes i 13 dones). De les 207 persones inactives 82 estaven jubilades, 75 estaven estudiant i 50 estaven classificades com a «altres inactius».

### Ingressos
El 2009 a Villebret hi havia 491 unitats fiscals que integraven 1.308,5 persones, la mediana anual d'ingressos fiscals per persona era de 19.009 €.

### Activitats econòmiques
Dels 40 establiments que hi havia el 2007, 3 eren d'empreses de fabricació d'altres productes industrials, 14 d'empreses de construcció, 5 d'empreses de comerç i reparació d'automòbils, 1 d'una empresa de transport, 1 d'una empresa d'hostatgeria i restauració, 1 d'una empresa d'informació i comunicació, 1 d'una empresa financera, 1 d'una empresa immobiliària, 6 d'empreses de serveis, 3 d'entitats de l'administració pública i 4 d'empreses classificades com a «altres activitats de serveis».
Dels 16 establiments de servei als particulars que hi havia el 2009, 3 eren tallers de reparació d'automòbils i de material agrícola, 1 paleta, 2 guixaires pintors, 1 fusteria, 6 lampisteries, 1 perruqueria i 2 restaurants.
L'any 2000 a Villebret hi havia 18 explotacions agrícoles que ocupaven un total de 483 hectàrees.

## Equipaments sanitaris i escolars
El 2009 hi havia una escola elemental.

## Poblacions més properes
El següent diagrama mostra les poblacions més properes.